# Ciara Grant
Ciara Mary Grant (ur. 17 maja 1978 w Waterford) – irlandzka piłkarka występująca na pozycji pomocniczki. W trakcie swojej kariery grała w takich zespołach, jak Benfica, St Patrick's Athletic, Arsenal oraz Reading. Między 1995 a 2012 rokiem zanotowała ponad 100 spotkań w reprezentacji Irlandii.